# استوک، کبک
استوک (به فرانسوی: Stoke) شهری در منطقه شهری لو وال-سن-فرانسوا ناحیه استری در استان کبک کانادا است. در سرشماری سال ۲۰۱۱ این شهر ۲٬۷۵۸ نفر جمعیت داشته‌است و مساحت آن ۲۳۹٫۸۹ کیلومتر مربع است.